# Majosháza
Majosháza là một thị trấn thuộc hạt Pest, Hungary. Thị trấn này có diện tích 11,42 km², dân số năm 2010 là 1553 người, mật độ 136 người/km².